# ダルビニンクー・バルサス (シャウレイ)
『ダルビニンクー・バルサス』（リトアニア語: Darbininkų balsas）は、1924年から1926年までシャウレイで発行されていたリトアニア語による隔週刊の新聞。リトアニア社会民主党シャウレイ支部が発行していた。全6号。ペトラス・チェポニスおよびヨナス・マルケリスが編集に携わっていた。